# Hampton Wildman Parker
Hampton Wildman Parker (* 5. Juli 1897 in Giggleswick, Yorkshire, England; † 2. September 1968) war ein britischer Herpetologe.

## Leben und Wirken
1923 graduierte Parker an der University of Cambridge zum Bachelor of Arts. Im selben Jahr wurde er Mitarbeiter in der Abteilung für Amphibien und Reptilien am Natural History Museum, wo er die Nachfolge der Kuratorin Joan Beauchamp Procter übernahm. Anschließend arbeitete er vorübergehend als Nachfolger von George Albert Boulenger in der zoologischen Abteilung. 1935 graduierte er am Selwyn College zum Master of Arts. Während des Zweiten Weltkriegs arbeitete er für die Admiralität. Nach 1945 setzte er seine Arbeit für das Natural History Museum fort und war an der Ausbesserung der im Krieg entstandenen Schäden beteiligt. 1947 übernahm er die Leitung der zoologischen Abteilung, die er bis 1957 innehielt. 1949 promovierte er mit einer Doktorarbeit über die Schlangen von Somalia an der Universität Leiden. 1957 wurde Parker mit dem Verdienstorden Commander of the British Empire geehrt.
Hampton Wildman Parker schrieb über 200 wissenschaftliche Artikel über die Herpetofauna zahlreicher Länder, darunter auch fossiler Arten. Sein besonderes Interesse galt den Familien der Südfrösche und der Engmaulfrösche, über die er 1934 eine Monografie verfasste. Daneben betrieb er Studien über die Echsen und Schlangen Somalias. Nach seiner Pensionierung veröffentlichte er die Werke Snakes of the World – Their Ways of Means and Living (1963) und Natural History of Snakes (1965).
Zu den wissenschaftlichen Erstbeschreibungen von Hampton Wildman Parker zählen unter anderem Pseudophryne major, Flectonotus fitzgeraldi, Astylosternus occidentalis, Leptopelis jordani, Breviceps poweri, Amietophrynus camerunensis sowie die Skinkart Janetaescincus veseyfitzgeraldi, die er nach dem irischen Entomologen Leslie Desmond Edward Foster Vesey-Fitzgerald benannte. Er erstbeschrieb insgesamt 52 Arten von Reptilien.

## Werke (Auswahl)
- 1933: Some frogs and toads of Trinidad
- 1934: A monograph of the frogs of the family Microhylidae
- 1942: The Lizards of British Somaliland
- 1949: The snakes of Somaliland and the Sokotra Islands
- 1949: Guide for the identification and reporting of stranded whales, dolphins and porpoises and turtles on the British coasts
- 1963: Snakes of the World – Their Ways of Means and Living
- 1965: Natural History of Snakes